# Останній подвиг Камо
«Останній подвиг Камо» — радянський художній фільм 1973 року режисера Степана Кеворкова.

## Сюжет
У Росії йде Громадянська війна, згущуються хмари контрреволюції... Камо виповнилося 40 років, його направляють вчитися в академію, він одружується, але Дзержинський вирішує його відправити в небезпечну подорож, в Персію, під виглядом полковника Сурена Заленяна, для впровадження в контрреволюційну організацію.

## У ролях
- Гурген Тонунц — Камо
- Анатолій Фалькович —  Фелікс Дзержинський
- Ія Саввіна —  Софія, дружина Камо
- Гаруш Хажакян —  Ашот Адалян, професор, емігрант-змовник
- Бабкен Нерсесян —  Цатурян, емігрант-змовник
- Ованес Ванян —  Армен, син професора-емігранта Ашота Адаляна
- Софія Девоян —  Ніна Адалян, племінниця професора, дочка Вартана Адаляна
- Метаксія Симонян —  Аршай, дружина професора-емігранта Ашота Адаляна
- Володимир Маренков —  Степан, емігрант-змовник
- Володимир Абаджян —  Хемвепет Восканян, офіцер-емігрант
- Юрій Багінян —  Залінян, полковник-білогвардієць
- Беніамін Овчіян —  батько Ніни
- Артем Карапетян —  Карахан, заступник наркома закордонних справ
- Степан Кеворков —  Мангасаров
- Бадрі Кобахідзе —  Маклінток, англійський інженер
- Юрій Леонідов —  полковник у Тегерані  (роль дублює  Олександр Бєлявський)
- Гурам Сагарадзе —  посол
- Олексій Головін —  Агамалян, емігрант-змовник в Тегерані
- Ігор Бєзяєв —  Боба Докутович, ротмістр, емігрант-білогвардієць
- В'ячеслав Гостинський —  Григорій
- Вадим Грачов —  Табаков, слідчий ЧК
- Борис Бітюков —  емігрант-білогвардієць
- Микола Волков —  емігрант-білогвардієць
- Микола Горлов —  емігрант-білогвардієць
- Микола Дупак —  Каретников, начальник військової академії
- Дмитро Масанов —  голова приймальної комісії
- Любов Соколова —  член приймальної комісії
- Володимир Татосов —  співробітник ЧК, що зустрічав Софію на вокзалі
- Владислав Циганков —  член приймальної комісії
- Дмитро Орловський —  член приймальної комісії
- Данута Столярська —  гостя на весіллі
- Євген Марков —  гість на весіллі
- Сергій Борисов —  гість на весіллі

## Знімальна група
- Режисери: Степан Кеворков,  Григорій Мелік-Авакян
- Сценаристи: Георгій Капралов, Семен Туманов
- Оператори: Іван Ділдарян, Альберт Явурян
- Композитор: Едгар Оганесян
- Художник: Рафаель Бабаян